# Crysencio Summerville
Crysencio Jilbert Sylverio Cirro Summerville (Rotterdam, 31 ottobre 2001) è un calciatore olandese, attaccante del West Ham Utd.

## Caratteristiche tecniche
Ala sinistra in possesso di ottima velocità, può svariare su tutto il fronte offensivo. Dotato, inoltre, di buona tecnica individuale, risulta fondamentale in campo aperto.

## Carriera

### Club
Giovanili al Feyenoord e i primi prestiti
Cresciuto nel settore giovanile del Feyenoord dove si è messo in mostra con l'under 17, ha esordito fra i professionisti il 13 gennaio 2019 disputando con il Dordrecht l'incontro di Eerste Divisie perso 6-2 contro il Den Bosch. Termina il prestito con 5 goal realizzati in seconda divisione olandese. Il 30 agosto 2019 viene prestato all'Ado Den Haag dove milita per una stagione totalizzando 21 presenze seguite da 2 goal e 1 assist in Eredivisie.
Leeds United
Il 16 settembre 2020 viene acquistato dal Leeds Utd per 6 milioni di euro. Viene aggregato nella seconda squadra del club inglese dove gioca per due stagioni, dimostrando le sue qualità con 13 goal e 11 assist in 27 presenze di Premier League 2. Nel corso della stagione 2022/2023 viene inserito in prima squadra, realizzando 4 goal e 3 assist in 28 presenze di Premier League, nonostante il suo contributo il club inglese retrocede in seconda divisione. La stagione 2023/2024 porta ad una crescita esponenziale del giocatore che realizza 19 goal e 9 assist in 43 partite di Championship, uno dei migliori giocatori della stagione. 
West Ham United
Il 3 agosto 2024 viene acquistato dal West Ham Utd per una cifra vicina ai 30 milioni di euro, firmando un contratto quinquennale. Il 27 ottobre 2024 segna il goal del vantaggio nella vittoria contro il Manchester United per 2-1. Durante la gara di Fa cup contro l'Aston Villa disputata ad inizio gennaio 2025, Summerville subisce un infortunio al bicipite femorale e decide di non operarsi subito.  Solamente quattro mesi dopo a fine aprile, il calciatore accetta il percorso di recupero e viene operato con successo, il suo rientro è previsto per l'inizio della stagione successiva 2025/2026. 

### Nazionale
Ha giocato nelle nazionali giovanili olandesi Under-16, Under-17, Under-18, Under-19 ed Under-21.
Nel 2018 con l'Under-17 ha anche vinto gli Europei di categoria.

## Statistiche

### Presenze e reti nei club
Statistiche aggiornate al 28 marzo 2024.
| Stagione         | Squadra          | Campionato       | Campionato | Campionato | Coppe nazionali | Coppe nazionali | Coppe nazionali | Coppe continentali | Coppe continentali | Coppe continentali | Altre coppe | Altre coppe | Altre coppe | Totale | Totale | Totale |
| Stagione         | Squadra          | Comp             | Pres       | Reti       | Comp            | Pres            | Reti            | Comp               | Pres               | Reti               | Comp        | Pres        | Reti        | Pres   | Reti   |        |
| ---------------- | ---------------- | ---------------- | ---------- | ---------- | --------------- | --------------- | --------------- | ------------------ | ------------------ | ------------------ | ----------- | ----------- | ----------- | ------ | ------ | ------ |
| gen.-giu. 2019   | Dordrecht        | EED              | 18         | 5          | CO              | 0               | 0               | -                  | -                  | -                  | -           | -           | -           | 18     | 5      |        |
| 2019-2020        | ADO Den Haag     | ED               | 21         | 2          | CO              | 1               | 0               | -                  | -                  | -                  | -           | -           | -           | 22     | 2      |        |
| 2021-2022        | Leeds Utd        | PL               | 6          | 0          | FACup+CdL       | 1+2             | 0               | -                  | -                  | -                  | -           | -           | -           | 9      | 0      |        |
| 2022-2023        | Leeds Utd        | PL               | 28         | 4          | FACup+CdL       | 2+1             | 0               | -                  | -                  | -                  | -           | -           | -           | 31     | 4      |        |
| 2023-2024        | Leeds Utd        | FLC              | 43+3       | 19+1       | FACup+CdL       | 2+1             | 1+0             | -                  | -                  | -                  | -           | -           | -           | 49     | 21     |        |
| Totale Leeds Utd | Totale Leeds Utd | Totale Leeds Utd | 80         | 24         |                 | 9               | 1               |                    | -                  | -                  |             | -           | -           | 89     | 25     |        |
| Totale carriera  | Totale carriera  | Totale carriera  | 119        | 31         |                 | 10              | 1               |                    | -                  | -                  |             | -           | -           | 129    | 32     |        |